# Liste der Monuments historiques in La Couyère
Die Liste der Monuments historiques in La Couyère führt die Monuments historiques in der französischen Gemeinde La Couyère auf.

## Liste der Bauwerke
| Bezeichnung                  | Beschreibung                              | Standort | Kennzeichnung | Schutzstatus | Datum | Bild |
| ---------------------------- | ----------------------------------------- | -------- | ------------- | ------------ | ----- | ---- |
| Château du Plessix (Schloss) | auch auf dem Gebiet der Gemeinde Tresbœuf | (Lage)   | PA00090538    | Inscrit      | 1962  |      |

## Liste der Objekte
- Monuments historiques (Objekte) in La Couyère in der Base Palissy des französischen Kultusministeriums